# Adelantado mayor de Murcia

Pendón o bandera del reino de Murcia.

El adelantado mayor de Murcia o adelantado mayor del reino de Murcia era un oficial de alto rango al servicio de la Corona de Castilla que tenía encomendadas algunas competencias judiciales y militares en el reino de Murcia.

## Historia

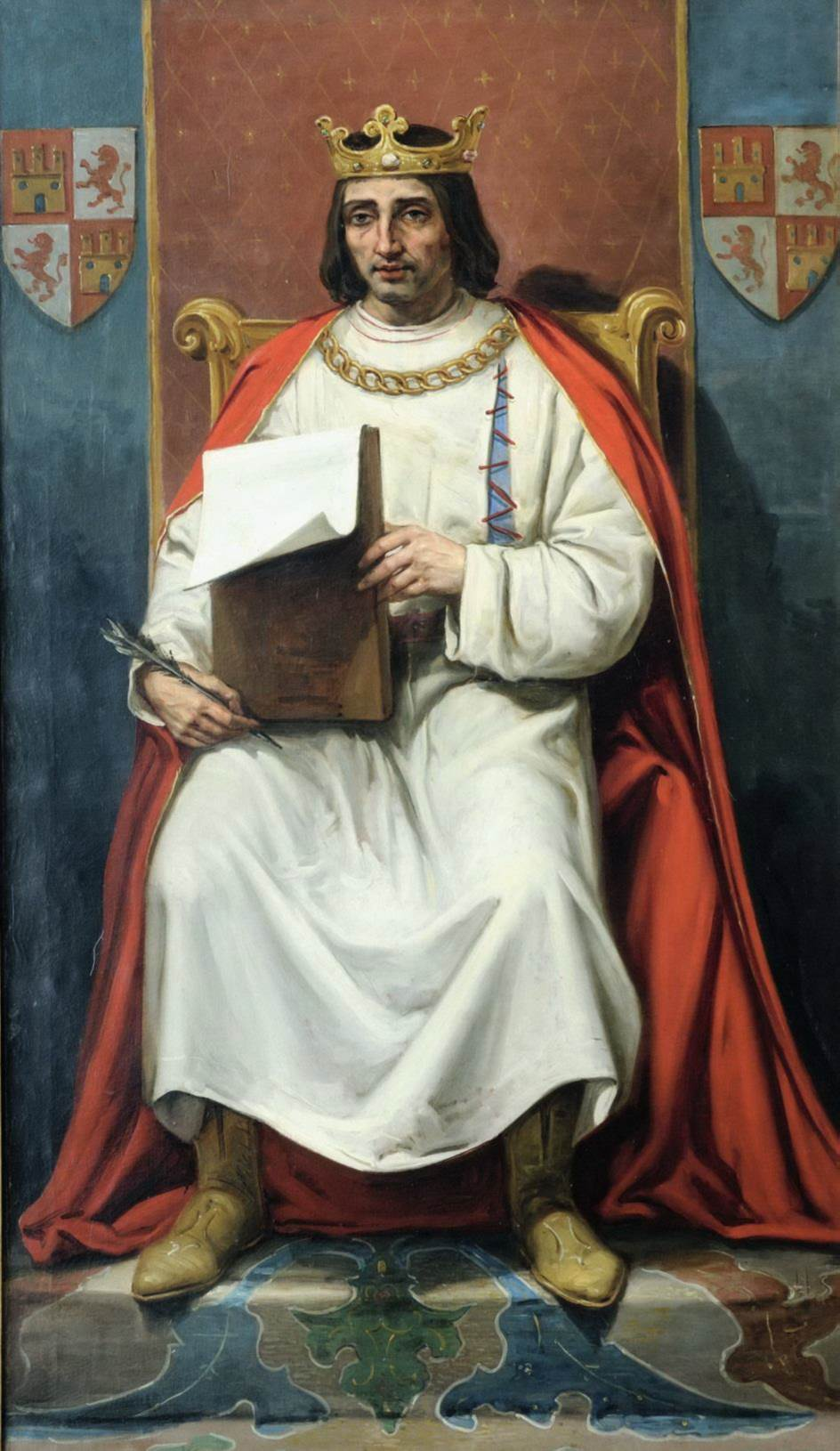
Retrato imaginario de Alfonso X de Castilla. José María Rodríguez de Losada. (Ayuntamiento de León).

Lamingueiro Fernández señaló que ya desde los siglos X y XI los monarcas leoneses intentaron hacer que su presencia fuera efectiva en todos los lugares de su jurisdicción, por lo que se vieron obligados a llevar a cabo una política particular en cada uno de ellos, y de ese modo aparecieron las merindades mayores y menores, las tenencias, los alfoces y posteriormente, a mediados del siglo XIII, los adelantamientos.
En el reinado de Fernando III de Castilla ya estaban plenamente definidas las jurisdicciones de los merinos mayores y menores, y Lamingueiro Fernández señaló que los primeros eran oficiales de la Corona de alto rango, con extensas competencias jurídico administrativas, y con poderes recibidos directamente del rey. Y fue también el rey Fernando III quien designó merinos mayores para el reino de Castilla y posteriormente para los de León, Galicia y Murcia. Y hay constancia de que al menos desde mayo de 1251 ya era merino mayor de Murcia Garcí Suárez, y de que desempeñó el cargo aproximadamente hasta julio de 1258, cuando su nombre dejó de aparecer en la documentación acompañado de ese título.
A la muerte de Fernando III, su hijo y heredero, Alfonso X de Castilla, mantuvo la misma división administrativa que había existido en el reinado de su padre, y de ese modo todos sus territorios continuaron divididos en cuatro merindades mayores, aunque en 1253 se creó el adelantamiento mayor de la frontera para los reinos de Jaén, Córdoba y Sevilla, que estaban situados junto al reino nazarí de Granada, y en 1258 los merinos mayores de León, Castilla y Murcia fueron reemplazados por adelantados mayores. Y cinco años después, en 1263, Alfonso X también nombró un adelantado mayor de Galicia para reemplazar al merino mayor de ese territorio.
Además, el célebre escritor y magnate Don Juan Manuel, que era nieto del rey Fernando III de Castilla y llegaría a ser adelantado mayor del reino de Murcia y también de la frontera de Andalucía, llegó a afirmar en su Libro de los estados y por medio de su padre, el infante Manuel de Castilla, que:

Señor infante, todo esto que vos yo digo en razón de los Adelantados, debedes entender eso mismo de los Merinos, ca eso mismo es lo uno lo al, et non ha otro departimiento, sinón que en algunas tierras llaman Adelantados et en otra Merinos...

Sin embargo, a finales del siglo XV el cargo de adelantado mayor de Murcia fue despojado completamente de sus funciones y pasó a ser un título hereditario en manos de los descendientes de la familia Fajardo, como señaló Braulio Vázquez Campos.

## Adelantados mayores del reino de Murcia

### Reinado de Alfonso X de Castilla (1252-1284)

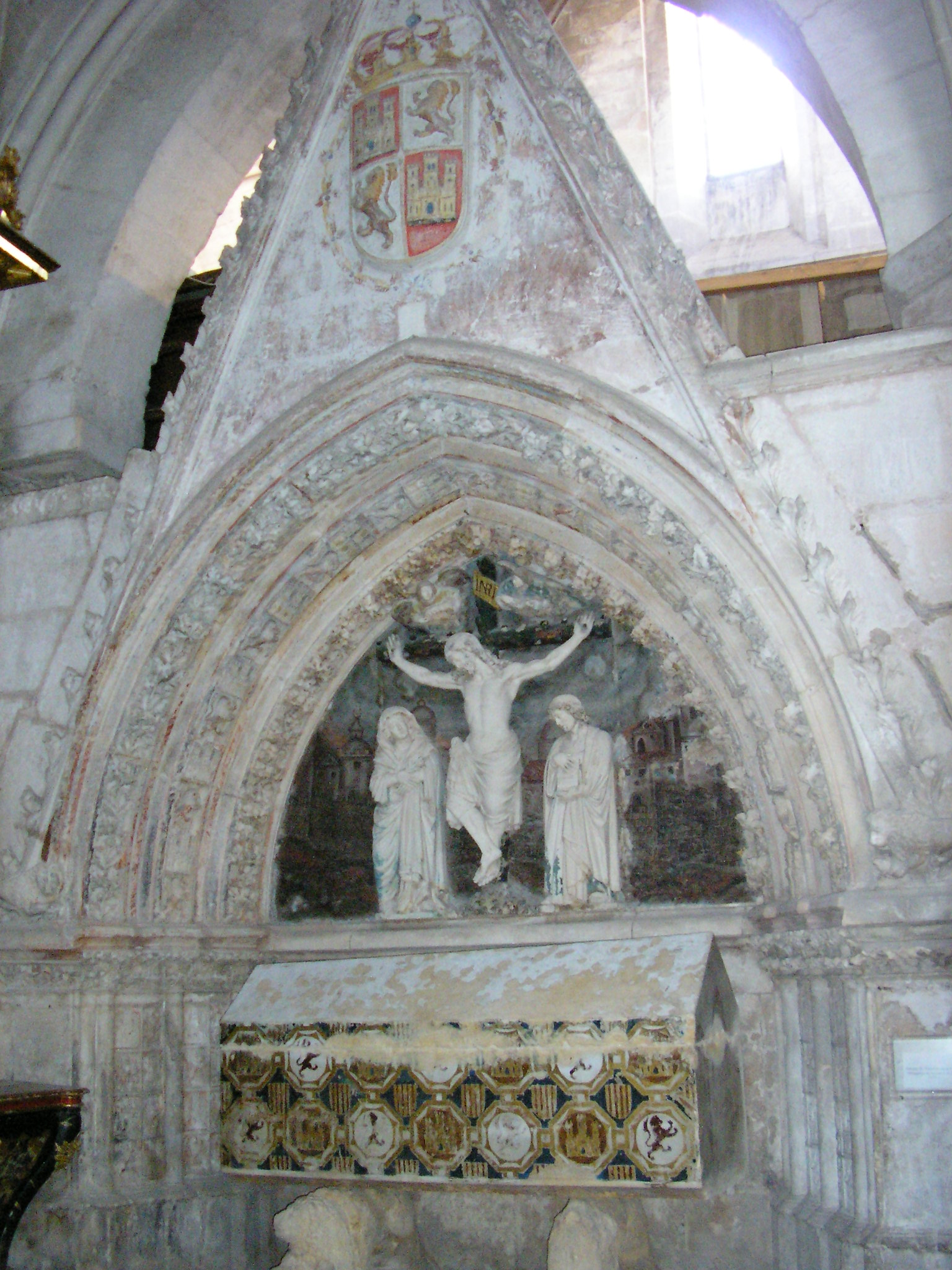
Sepulcro del infante Fernando de la Cerda. (Monasterio de las Huelgas de Burgos).

- (1258-1272) Alfonso García de Villamayor. Falleció hacia 1292, según el eclesiástico e historiador Luciano Serrano,[7] y fue un ricohombre castellano de la Casa de Villamayor e hijo de García Fernández de Villamayor,[8] que fue mayordomo mayor de las reinas Leonor de Plantagenet y Berenguela de Castilla y del rey Fernando III,[9] y de Mayor Arias.[8][10] Y fue señor de Celada, mayordomo mayor del rey Alfonso X, adelantado mayor de la frontera de Andalucía y del reino de Murcia[11] y contrajo matrimonio con Leonor Alfonso de Molina, que era hija ilegítima del infante Alfonso de Molina y nieta del rey Alfonso IX de León,[12][13] aunque otros autores no mencionan nada sobre ese matrimonio y afirman que contrajo matrimonio con Elvira Fernández, que fue priora del monasterio de Santa María la Real de Villamayor de los Montes[14] y era hija de Fernán Gutiérrez de Castro y hermana de Urraca Fernández, que se casó con el hermano de Alfonso, Juan García de Villamayor.[15]
- (1272-1274) Fernando de la Cerda, infante de Castilla.[16] Era hijo de Alfonso X y de la reina Violante de Aragón, y hasta su muerte en 1275 fue el heredero del trono castellano.[17] Fue mayordomo mayor del rey y adelantado mayor del reino de Murcia, y contrajo matrimonio con la princesa Blanca de Francia, que era hija del rey Luis IX de Francia y de la reina Margarita de Provenza.[17] Sin embargo, el ricohombre Enrique Pérez de Arana, que fue señor de Pliego, Gorgogi y del Valle de Ricote,[18] ejerció el cargo de adelantado mayor de Murcia en nombre del infante Fernando de la Cerda y fue su lugarteniente entre 1272 y 1274, siendo la última vez que aparece ejerciéndolo en un documento del día 12 de agosto de este último año.[19] Además, Enrique Pérez de Arana fue repostero mayor del rey Alfonso X[20] y era hijo posiblemente del ricohombre Pedro López de Arana,[21][22] aunque Salazar y Acha afirmó rotundamente que fue hijo suyo y de Constanza de Antillón.[20]
- (1280-1282) Manuel de Castilla, infante de Castilla e hijo del rey Fernando III y de la reina Beatriz de Suabia.[16] Fue alférez y mayordomo mayor de su hermano, Alfonso X, y señor, entre otras muchas villas, de Peñafiel, Villena, Escalona y Elche,[23] aunque en realidad la lugartenencia del adelantamiento mayor de Murcia estuvo en manos de Diego Sánchez de Bustamante, que ejerció el cargo en nombre del infante Manuel entre 1280 y 1282 y fue alcaide de Lorca.[24]
- (1282) Diego Sánchez de Bustamante. Entre los meses de mayo y julio de 1282, aproximadamente, este individuo ejerció el cargo de adelantado mayor del reino de Murcia, aunque conviene señalar que no fue nombrado por el rey Alfonso X, sino por su hijo, el infante Sancho de Castilla, que ese mismo año se rebeló contra su padre y en 1284, a su muerte, comenzó a reinar como Sancho IV.[25]

### Reinado de Sancho IV de Castilla (1284-1295)

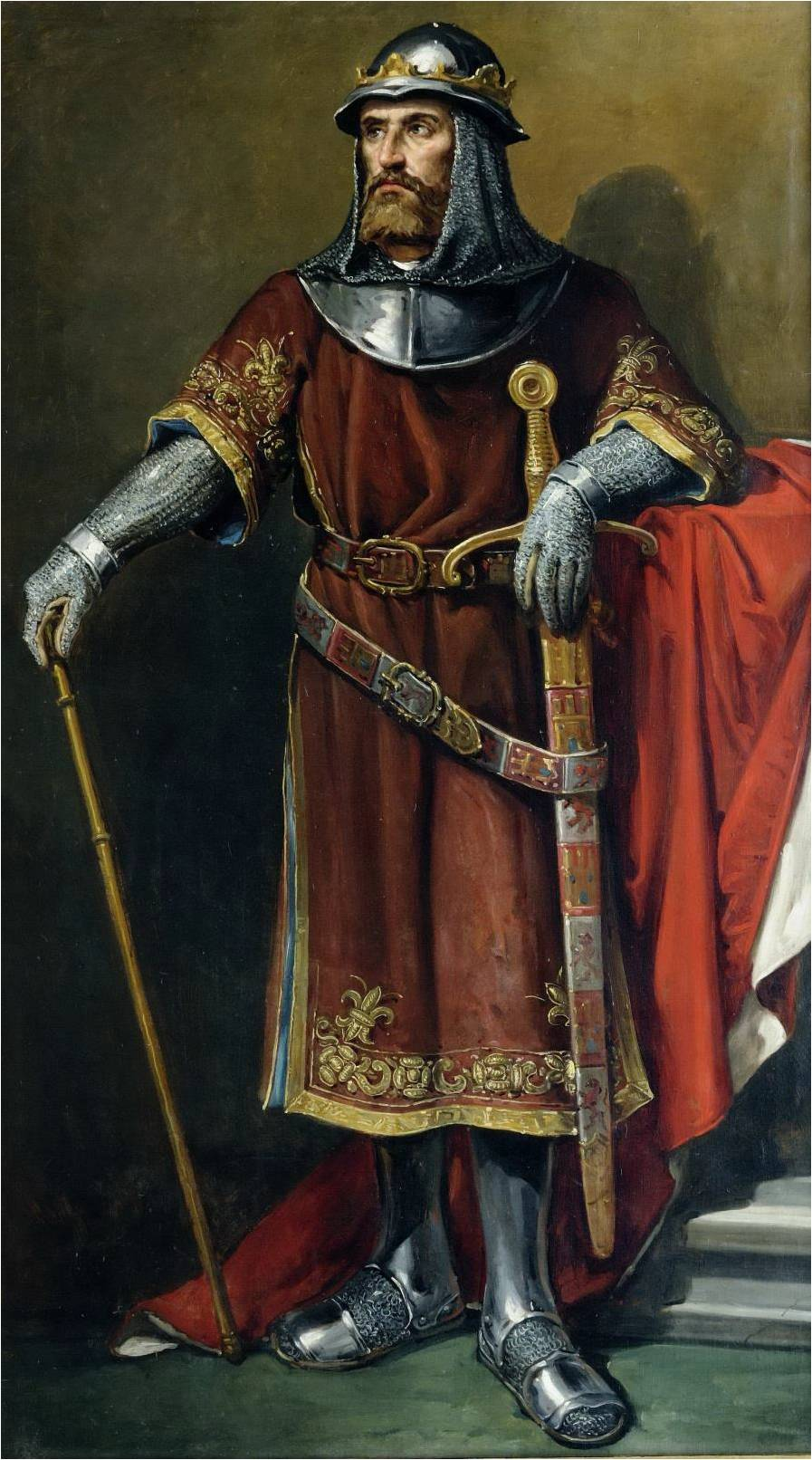
Retrato imaginario del rey Sancho IV de Castilla. José María Rodríguez de Losada. (Ayuntamiento de León).

- (1284) Don Juan Manuel, hijo del infante Manuel de Castilla y de Beatriz de Saboya y nieto del rey Fernando III.[26][27] Ejerció el cargo por primera vez en mayo de 1284, cuando sólo tenía dos años de edad,[28] y a lo largo de su vida ejerció los cargos de adelantado mayor de la frontera de Andalucía y del reino de Murcia en diversos periodos,[29] y fue mayordomo mayor de los reyes Fernando IV y Alfonso XI y tutor de este último[30] en el último periodo de su minoría de edad junto con Juan el Tuerto, nieto de Alfonso X, y el infante Felipe de Castilla, hijo de Sancho IV y de la reina María de Molina.[31] Además, Don Juan Manuel fue príncipe de Villena por concesión del rey Alfonso IV de Aragón[32] y señor, entre otras muchas, de las villas de Peñafiel, Villena, Escalona, Cartagena, Lorca y Elche.[33]
- (1284) Ramón de Rocafull de la casa de Rocafull. Ejerció el cargo en julio de 1284, y era hijo del noble aragonés Guillen de Rocafull, que fue señor de Alpera y gobernador de Montpellier. Además, fue señor de Abanilla y adelantado mayor del reino de Murcia.[34]
- (1284-1285) García Jofré de Loaysa. Fue un ricohombre castellano, y era hijo o tal vez sobrino de Jofré de Loaysa, noble catalán y señor de Petrel, y de una dama llamada Jacometta,[35] aunque Salazar y Acha señaló que indudablemente era hijo de los mismos.[36] Además, fue señor de Petrel, copero mayor del rey, alcaide de los Reales Alcázares de Sevilla y adelantado mayor del reino de Murcia,[36] y ejerció este último cargo entre finales de julio de 1284 y agosto de 1285.[37]
- (1285-1288) Fernán Pérez de Guzmán. Ejerció el cargo aproximadamente entre noviembre de 1285 y abril de 1288,[38] y era un ricohombre castellano de la Casa de Guzmán.[39] Fue hijo de Pedro de Guzmán, señor de Chinchilla y adelantado mayor de Castilla, y hermanastro del célebre Guzmán el Bueno, defensor de la ciudad de Tarifa y progenitor de la Casa de Medina Sidonia,[40] y Wenceslao Segura González aseguró que tal vez fue nombrado adelantado mayor de Murcia por la vinculación de su padre con ese reino, en el que poseía numerosos bienes.[41]
- (1288-1295) Don Juan Manuel. Volvió a ocupar el cargo nuevamente en agosto de 1288, cuando tenía seis años de edad, aunque Juan Sánchez de Ayala ejerció el cargo en su nombre y siempre era mencionado en los documentos de la época como «don Juan Sanchez de Ayala, adelantado en el regno de Murçia por don Juan, fijo del ynfante don Manuel».[42] Además, conviene señalar que Juan Sánchez de Ayala fue mayordomo de Don Juan Manuel[43] y era hijo de Sancho Pérez de Ayala, que fue mayordomo del infante Manuel de Castilla, y de Aldonza Díaz de Velasco, y su padre fue asesinado en Alfaro en 1288 junto con el conde Lope Díaz III de Haro, señor de Vizcaya,[44] aunque otros autores no lo mencionaron en relación con ese suceso.[45]

### Reinado de Fernando IV de Castilla (1295-1312)

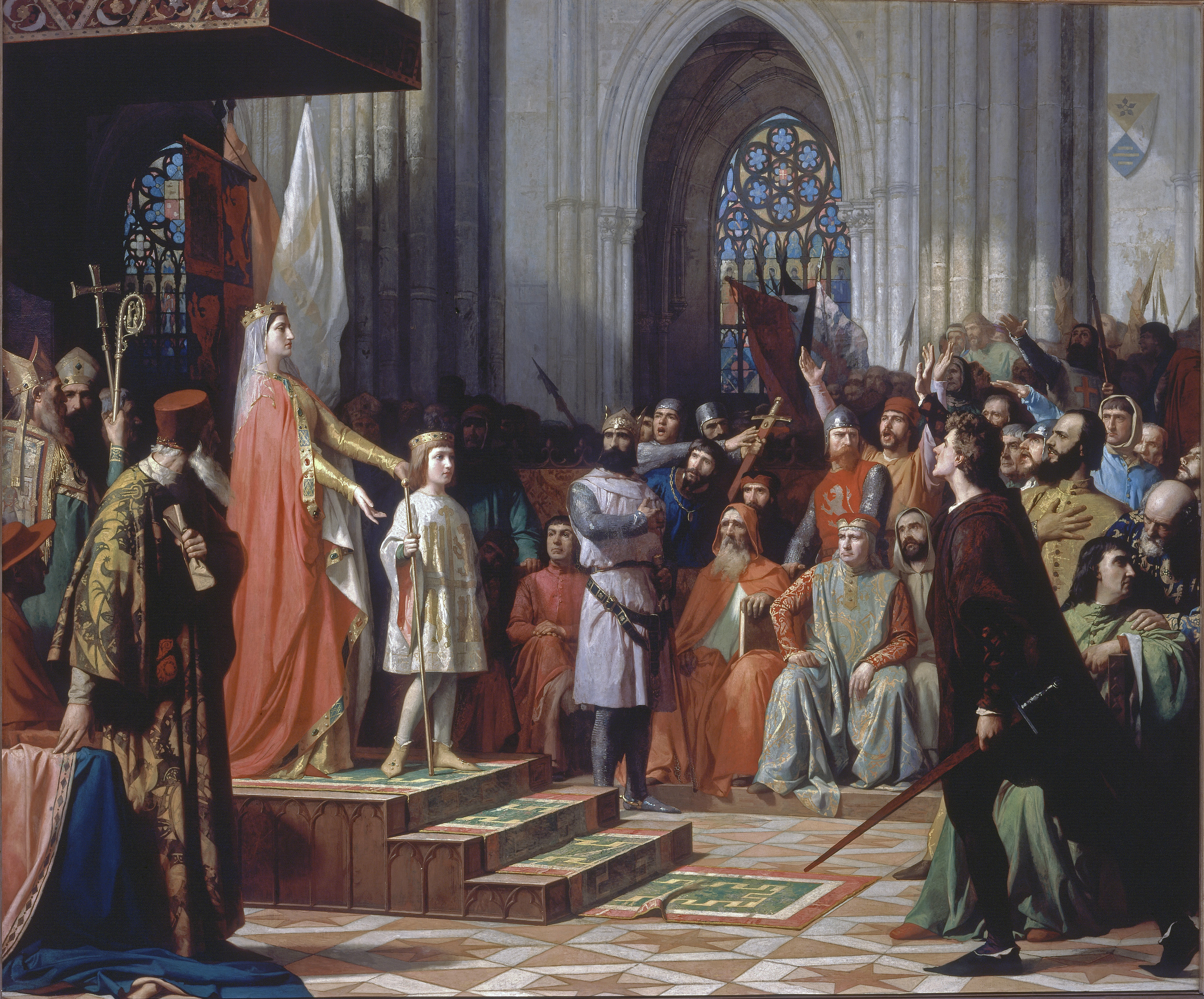
María de Molina presenta a su hijo Fernando IV en las Cortes de Valladolid de 1295. Óleo sobre lienzo de Antonio Gisbert Pérez. 1863. (Congreso de los Diputados de España).

- (1295-1304) Don Juan Manuel. Cuando comenzó el reinado de Fernando IV de Castilla, que subió al trono tras la muerte de Sancho IV y fue reconocido como tal en las Cortes de Valladolid de 1295,[46][47] Don Juan Manuel continuó ocupando el adelantamiento mayor del reino de Murcia, aunque el cargo fue desempeñado en realidad, y aproximadamente entre noviembre de 1295 y marzo de 1296, por Juan Sánchez de Ayala, que era el mayordomo del célebre escritor y magnate.[48] Sin embargo, a partir de esa última fecha el cargo fue desempeñado directamente por Don Juan Manuel, y durante su mandado el rey Jaime II de Aragón invadió el reino de Murcia y se apoderó de la mayor parte del mismo,[43] incluyendo la propia ciudad de Murcia, en la que entró Jaime II el día 2 de agosto de 1296, y las de Alicante, Elche y Orihuela.[49] Pero a pesar de que la conquista de ese reino afectó enormemente a las posesiones de Don Juan Manuel, que tenía allí la mayor parte de su patrimonio, Jaime II mostró hacia él una «interesada consideración», como señaló César González Mínguez, y el día 27 de julio acordó una tregua personal con él hasta que cumpliese los 20 años, lo que ocurriría en mayo de 1302, y si en ese plazo o antes de que finalizara el mismo el célebre escritor reconocía a Jaime II como rey de Murcia este se comprometió a devolverle todos los lugares que le había tomado, incluyendo la villa de Elche.[50] Y en 1303 se concertó el matrimonio de Don Juan Manuel, que ya era viudo de la infanta Isabel de Mallorca, con la infanta Constanza de Aragón, que era hija de Jaime II y de la reina Blanca de Nápoles,[51] aunque el matrimonio no se celebró hasta abril de 1312.[52]
- (1305) Juan Osórez. Era hijo del caballero asturiano Osorio Álvarez,[53] y llegó a ser maestre de la Orden de Santiago entre 1293 y 1310,[a] mayordomo mayor del rey Fernando IV de Castilla,[54] y adelantado mayor del reino de Murcia únicamente entre los meses de febrero y mayo de 1305, según consta en los documentos de la época.[55]
- (1305) Diego García de Toledo. Fue uno de los privados de Fernando IV, y era hijo de Juan García de Toledo, señor de Magán y portero mayor del reino de Castilla, y de Inés García,[56] y llegó a ser señor de Magán, Mejorada, Alija, Cervera y Talavera la Vieja, almirante mayor de la mar, canciller del sello de la Puridad del rey Fernando IV y mayordomo mayor de la reina Constanza de Portugal, esposa del anterior.[57] Además, contrajo matrimonio con María García, señora de Tablada, Azuqueca y Sinoa,[56] y fue adelantado mayor del reino de Murcia aproximadamente entre los meses de septiembre y octubre de 1305,[58] aunque hay constancia de que la lugartenencia del cargo estuvo en manos de Pedro Martínez Calvillo, que fue un destacado noble de la ciudad de Murcia y vasallo de Don Juan Manuel.[b]
- (1306-1312) Don Juan Manuel. Volvió a ser adelantado mayor del reino de Murcia entre 1306 y 1312, que fueron los últimos seis años del reinado de Fernando IV, aunque durante todo ese tiempo la lugartenencia del adelantamiento estuvo en manos de Pedro López de Ayala, que ejerció el cargo en nombre del célebre magnate y escritor,[c] y era hijo de Sancho Pérez de Ayala y hermano de Juan Sánchez de Ayala, mencionado anteriormente.[44] Además, Pedro López fue alférez de Don Juan Manuel y vasallo suyo,[59] y entre los años 1328 y 1329, durante el reinado de Alfonso XI de Castilla, llegó a ser en nombre propio adelantado mayor del reino de Murcia.[60]

### Reinado de Alfonso XI de Castilla (1312-1350)

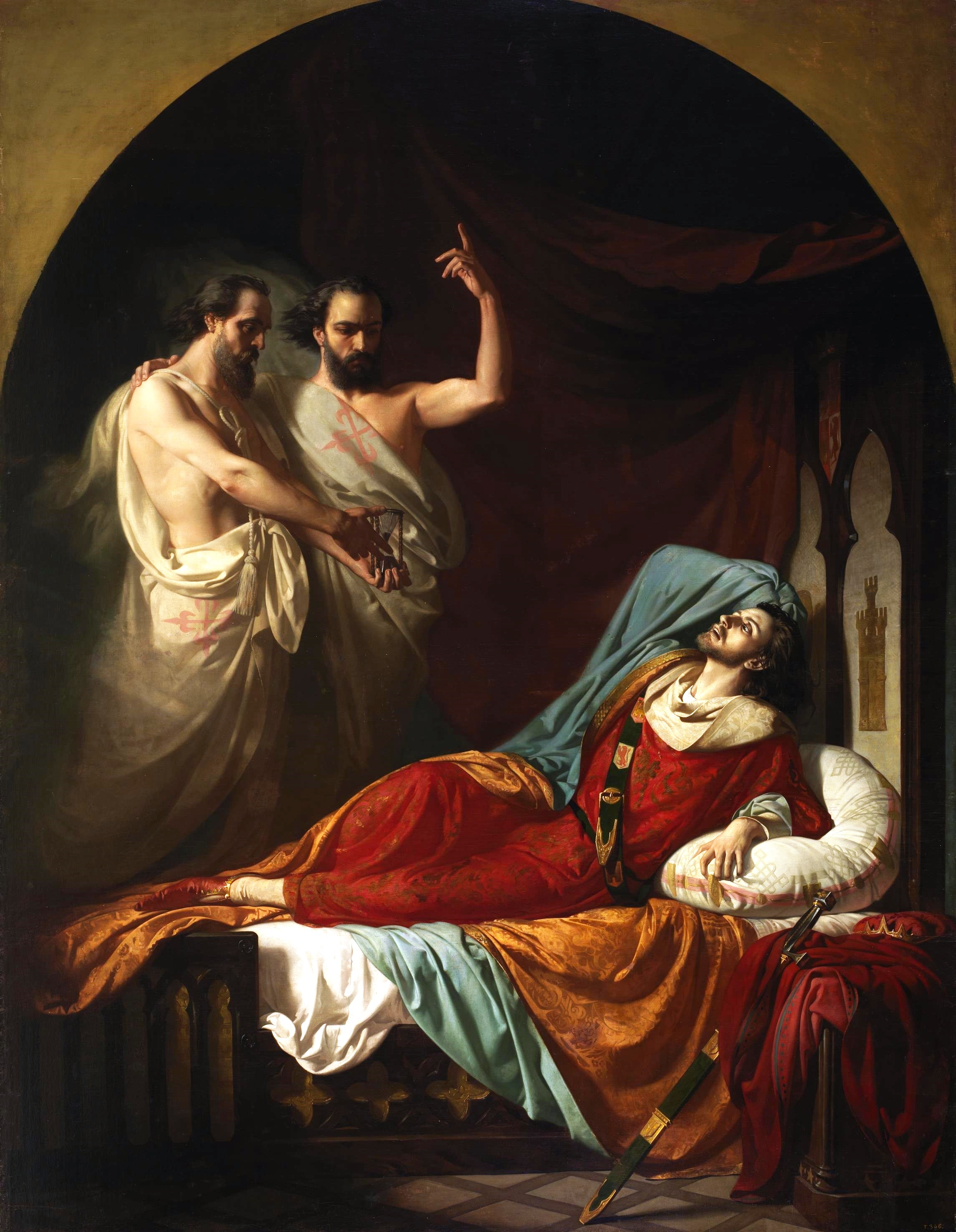
Últimos momentos de Fernando IV el Emplazado. Óleo sobre lienzo de José Casado del Alisal. 1860. (Palacio del Senado de España).

- (1312-1313) Don Juan Manuel. Cuando comenzó el reinado de Alfonso XI de Castilla, que subió al trono tras la muerte de Fernando IV, ocurrida en Jaén el día 7 de septiembre de 1312,[61] Don Juan Manuel continuó ejerciendo el cargo de adelantado mayor del reino de Murcia, y tras la muerte del rey se alió con el infante Pedro de Castilla, hermano del fallecido y aspirante a ejercer la tutoría del rey Alfonso XI, a cambio de ciertas compensaciones que al final no se le concedieron.[62] Y a causa de ello Don Juan Manuel le abandonó al poco tiempo y comenzó a apoyar al infante Juan de Castilla el de Tarifa, que era hijo del rey Alfonso X y aspiraba también a desempeñar la tutoría del niño rey, y en las Cortes de Palencia de 1313 ya fue uno de sus partidarios más destacados junto con la reina Constanza de Portugal, viuda de Fernando IV y madre de Alfonso XI.[63]
- (1314) Gonzalo Pérez Meçia. Según consta en varios documentos del mes de mayo de 1314, este individuo era en esos momentos adelantado mayor del reino de Murcia, y fue nombrado por el infante Pedro de Castilla, que era uno de los tutores del rey Alfonso XI. Sin embargo, se desconoce quién era este caballero.[64]
- (1314-1315) Diego López de Haro. Se desconoce quién fue exactamente este individuo, ya que cabe la posibilidad de que fuera hijo de Fernando Díaz de Haro y nieto de Diego López V de Haro, que fue señor de Vizcaya y alférez del rey, o bien que fuera hijo de Lope Díaz de Haro, nieto de Lope Díaz el Chico y tataranieto de Lope Díaz II de Haro, señor de Vizcaya, aunque Braulio Vázquez Campos, por numerosos motivos y aún sin disponer de pruebas concluyentes, se decantó por la primera opción.[65] Sin embargo, sí hay constancia de que ejerció el cargo de adelantado mayor del reino de Murcia entre mediados de noviembre de 1314 y principios de enero de 1315.[65]Retrato que se supone representa a Don Juan Manuel, nieto del rey Fernando III de Castilla. (Catedral de Murcia).

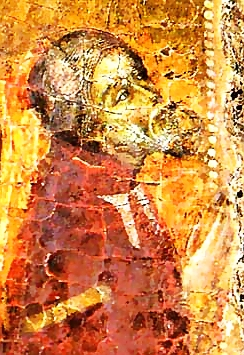
Retrato que se supone representa a Don Juan Manuel, nieto del rey Fernando III de Castilla. (Catedral de Murcia).

- (1315-1328) Don Juan Manuel. Entre noviembre de 1315 y enero de 1328 el célebre escritor volvió a ejercer el cargo, aunque en junio de 1319 los infantes Pedro y Juan de Castilla, que eran los tutores del rey junto con la reina María de Molina, perdieron la vida en el Desastre de la Vega de Granada, lo que supuso el ascenso inmediato al poder absoluto en la Corte castellana del infante Felipe de Castilla, hijo de la reina María de Molina y apoyado por ésta, de Don Juan Manuel, por su condición de nieto de Fernando III, y de Juan el Tuerto, hijo del infante Juan y nieto de Alfonso X,[66] ya que cada uno de ellos controlaba una determinada zona geográfica de Castilla e intentaban alcanzar un mayor protagonismo político[67] y ser nombrados tutores del rey Alfonso XI en sustitución de los infantes Pedro y Juan, a pesar de que en la Concordia de Palazuelos y en las Cortes de Burgos de 1315 quedó establecido que en caso de que alguno de los tres tutores muriese continuaría siéndolo aquel que quedase con vida,[68][69] lo que legalmente convertía a la reina María de Molina en la única tutora legítima de su nieto Alfonso XI.[70] Y a causa de todo ello en Castilla comenzó un periodo de anarquía y de auténtica «guerra civil», como afirmó Manuel García Fernández, que también subrayó que Don Juan Manuel y Juan el Tuerto fueron apoyados por el rey Jaime II de Aragón.[71] Sin embargo, conviene señalar que entre mayo de 1319 y octubre de 1320 el noble Alfonso Fernández de Biedma fue adelantado exclusivamente en la ciudad de Murcia en nombre de Don Juan Manuel, y también que aproximadamente entre finales de 1321 y mediados de abril de 1322 Pedro López de Ayala volvió a ejercer el cargo de adelantado mayor en nombre de Don Juan Manuel, aunque cabe la posibilidad de que lo hiciera hasta 1325[72] y coincidiendo con la asunción de la mayoría de edad por Alfonso XI de Castilla,[73] que fue ratificada en las Cortes de Valladolid de 1325.[74] Y entre julio de 1325 y 1327 Juan García de Loaysa fue el lugarteniente de Don Juan Manuel,[d] que precisamente en 1326 y mientras era adelantado mayor de la frontera de Andalucía infligió una gran derrota a los musulmanes granadinos en la batalla de Guadalhorce,[75] en el adelantamiento mayor de Murcia, y hay constancia de que a finales de 1327 hacía lo mismo Pedro Martínez Calvillo, mencionado anteriormente.[72]
- (1328-1329) Pedro López de Ayala. Hasta 1325 fue vasallo de Don Juan Manuel, y como ya se ha mencionado anteriormente ejerció varias veces en su nombre el cargo de adelantado mayor, pero en 1327, y coincidiendo con el comienzo de las hostilidades entre el célebre escritor y Alfonso XI, Pedro López empezó a apoyar al monarca, se convirtió en su «hombre de confianza» en el reino de Murcia, y en enero de 1328 fue nombrado adelantado mayor de Murcia, aunque hasta finales de marzo de ese mismo año el nombramiento no fue notificado a los concejos murcianos.[76] Sin embargo, a finales de mayo de 1329 Don Juan Manuel se reconcilió con el rey, y este le devolvió los cargos de adelantado mayor de la frontera de Andalucía y de Murcia, pero en realidad Pedro López de Ayala continuó ejerciendo el cargo hasta principios de 1330.[77][e]
- (1329-1335) Don Juan Manuel. Entre los años 1329 y 1335 el célebre escritor volvió a ejercer el cargo nominalmente y por última vez, y conviene señalar que un documento de junio de 1334 un hijo ilegítimo suyo, Sancho Manuel de Villena, que no debe ser confundido con su tío Sancho Manuel de Castilla, que era hermanastro del escritor, era mencionado como «Sancho Manuel, fijo de Don Johan Adelantado del regno de Murçia e de toda la su tierra que el a en el dicho regno de Murçia», por lo que cabe la posibilidad de que este individuo fuera adelantado en esos momentos de todos los territorios que su padre poseía en el reino de Murcia.[78]Escudo de armas del infante Manuel de Castilla, hijo del rey Fernando III, que fue usado también por sus descendientes, como el célebre escritor Don Juan Manuel o el hijo y heredero de este último, Fernando Manuel de Villena.

Escudo de armas del infante Manuel de Castilla, hijo del rey Fernando III, que fue usado también por sus descendientes, como el célebre escritor Don Juan Manuel o el hijo y heredero de este último, Fernando Manuel de Villena.

- (1331-1337) Alfonso Fernández de Saavedra. Aunque Don Juan Manuel figuró en los documentos de la época como adelantado mayor del reino de Murcia entre 1329 y 1335, Alfonso Fernández de Saavedra fue quien ejerció el cargo en estrecha colaboración con el rey Alfonso XI y ya en agosto de 1331 era mencionado en un documento como «Alfonso Ferrandez de Saauedra, adelantado en el regno de Murçia por mi et por don Johan, fijo del infante don Manuel, mio adelantado mayor en la frontera et en el regno de Murçia».[79] Sin embargo, y a pesar de que hay numerosos documentos en relación con sus actuaciones como adelantado, se desconoce con certeza quién era Alfonso Fernández de Saavedra, ya que algunos autores señalaron que era miembro de la nobleza sevillana, y de hecho cabe la posibilidad de que fuera el alcalde mayor de Sevilla al que se alude, como señaló Vázquez Campos, en un pasaje de la Gran Crónica de Alfonso XI, aunque ello no es definitivo.[f] Y conviene señalar que en un único documento del día 29 de septiembre de 1333 Día Sánchez de Biedma aparece como adelantado mayor de Murcia, aunque se desconoce si pudo ser un lugarteniente de Alfonso Fernández de Saavedra o si fue nombrado para sustituir a este último, lo que no es probable en opinión de Vázquez Campos.[80][g]
- (1336-1337) Pedro Fernández de Castro. Ejerció el cargo desde finales de septiembre de 1336 hasta principios de abril de 1337,[81] y fue señor de Lemos, Monforte y Sarria, mayordomo mayor del rey, adelantado mayor de la frontera de Andalucía, de Galicia y del reino de Murcia y pertiguero mayor de Santiago, lo que le convertía en uno de los mayores magnates castellanos.[82] Y era hijo de Fernando Rodríguez de Castro y de Violante Sánchez de Castilla, que era hija ilegítima de Sancho IV de Castilla y de María de Meneses.[83]
- (1337-1339) Pedro de Jérica. Era un noble aragonés e hijo de Jaime de Jérica, señor de Jérica, y ejerció el cargo aproximadamente entre mediados de abril de 1337 y finales de agosto de 1339 y como compensación por el apoyo que había prestado al rey Alfonso XI y a su hermana, la reina Leonor de Castilla, en su lucha contra el rey Pedro IV de Aragón.[84] Sin embargo, hay constancia de que a finales de enero de 1339 Pedro Martínez Calvillo, que ya lo había hecho en otras ocasiones en nombre de Don Juan Manuel, ejerció el cargo de adelantado mayor en nombre de Pedro de Jérica, y también de que a finales de julio de 1339 hizo lo mismo Gonzalo Yáñez Calvillo, de quien apenas se conocen datos según Vázquez Campos.[85]
- (1339-1350) Fernando Manuel de Villena, hijo y heredero de Don Juan Manuel. Ejerció el cargo desde 1339 hasta 1350, año en que fallecieron él mismo y el rey Alfonso XI, y era hijo del célebre escritor y de su tercera esposa, Blanca Núñez de Lara,[86] aunque debido a su extrema juventud, ya que tenía siete años de edad, la lugartenencia del adelantamiento quedó entre abril y mayo de 1340 en manos de Pedro Martínez Calvillo, entre marzo de 1341 y marzo de 1345 en las de Sancho Manuel de Villena, hijo ilegítimo de Don Juan Manuel y hermanastro de Fernando Manuel, y desde julio de 1347 hasta que falleció Alfonso XI, en 1350, en las de Juan Fernández de Orozco.[87]

### Reinado de Pedro I de Castilla (1350-1369)

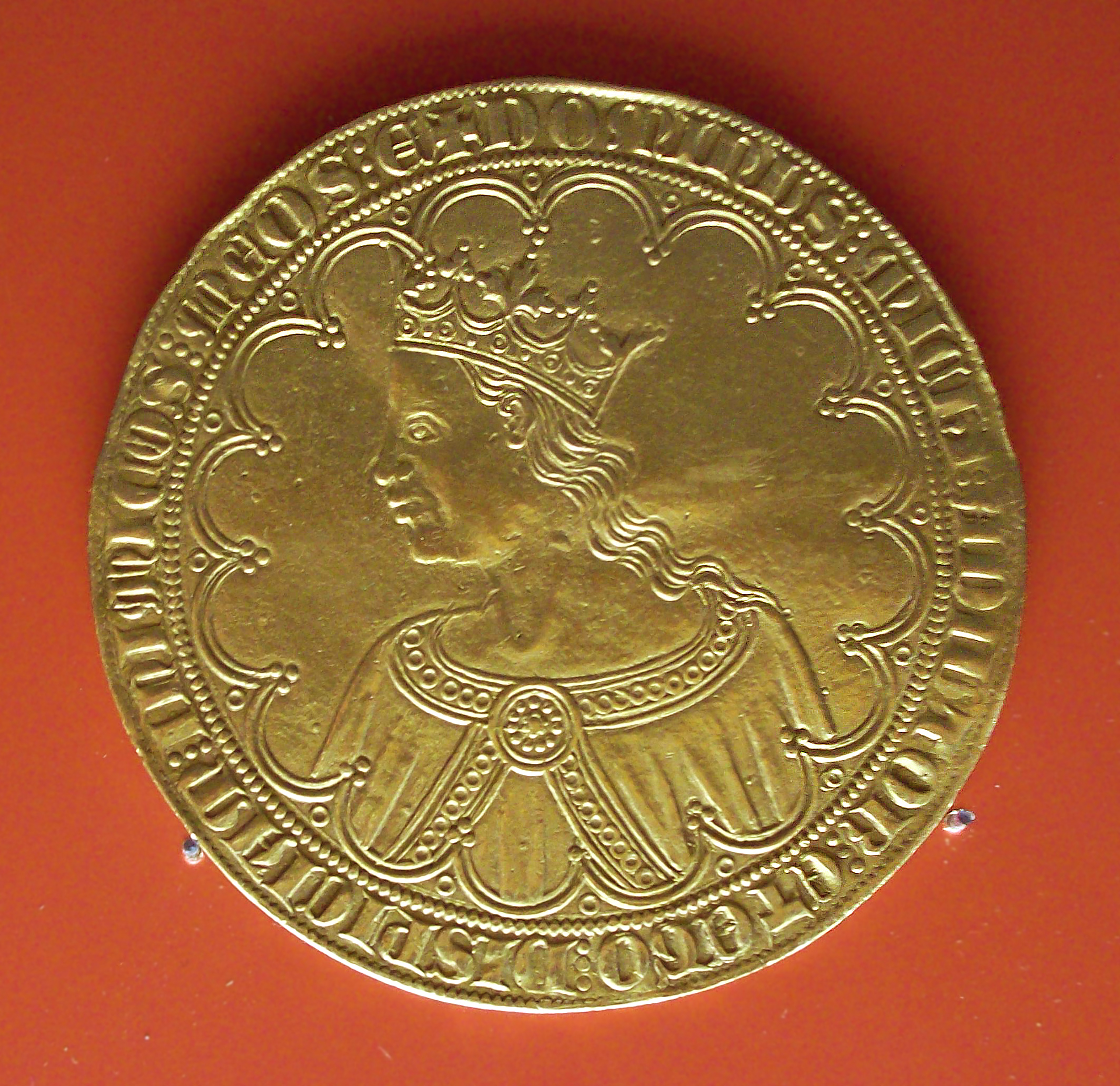
Gran dobla o dobla de a diez de Pedro I de Castilla, hijo y sucesor del rey Alfonso XI, acuñada en Sevilla en 1360. (M.A.N., Madrid).

- (1350) Fernando Manuel de Villena. Cuando comenzó el reinado de Pedro I de Castilla, que subió al trono tras la muerte de Alfonso XI, ocurrida en marzo de 1350 mientras asediaba Gibraltar,[88] Fernando Manuel de Villena, el hijo y heredero de Don Juan Manuel, que había fallecido en 1348,[33] continuó ejerciendo el cargo de adelantado mayor del reino de Murcia, y el día 26 de abril de 1350 el nuevo monarca confirmó a Juan Fernández de Orozco en su cargo de lugarteniente de adelantado en nombre de Fernando Manuel,[89] que falleció a finales de 1350, aunque su lugarteniente continuó ejerciendo el cargo hasta mediados de junio de 1351.[90] Sin embargo, el día 5 de octubre de 1350 Juan Fernández de Orozco cedió la lugartenencia del adelantamiento a Sancho Pérez de Lienda, pero como este último no podía hacerse cargo de ella por estar obligado a realizar un «inexcusable» viaje a Valencia, quedó en manos de Martín Díaz de Albarracín.[h]
- (1351) Millán Sánchez de Córdoba. Tras la muerte del adelantado Fernando Manuel de Villena, su lugarteniente, Juan Fernández de Orozco, continuó ejerciendo sus funciones, pero algunos concejos del reino de Murcia, como el de su propia capital, protestaron ante Pedro I por las actuaciones del lugarteniente y le solicitaron que solucionara sus problemas y le reemplazara por otro oficial.[91] Y en una carta del 10 de junio de 1351 el rey le ordenó a Millán Sánchez de Córdoba que asumiera el cargo de adelantado mayor y reemplazara en sus funciones a Juan Fernández de Orozco.[92]
- (1351-1360) Martín Gil de Alburquerque.[93] Fue señor de Alburquerque y de Meneses,[94] y el día 10 de julio de 1351 fue nombrado adelantado mayor del reino de Murcia por el rey Pedro I, y un mes después, el día 8 de agosto, el monarca permitió que la lugartenencia del adelantamiento estuviera en manos de Ruy Díaz Cabeza de Vaca, que según consta en el libro Becerro de las Behetrías de Castilla poseía algunos dominios en tierras de Palencia, como ya destacaron Luciano Huidobro Serna[95] y Luis Vicente Díaz Martín.[92] Además, Martín Gil era hijo del magnate Juan Alfonso de Alburquerque, que fue señor de Alburquerque y de otras muchas villas y privado de Pedro I, y de Isabel Téllez de Meneses,[94] y conviene señalar que su padre fue alférez mayor del rey Pedro I, canciller mayor de Castilla,[96] mayordomo mayor de la reina María de Portugal[57] y de los infantes Fernando y Pedro, hijos del rey Alfonso XI de Castilla.[96] Sin embargo, el día 15 de agosto de 1353 Pedro I autorizó a Martín Gil de Alburquerque para que sustituyera a su lugarteniente, Ruy Díaz Cabeza de Vaca, por Juan Fernández de Orozco, a pesar de los conflictos que este había tenido con los concejos murcianos cuando era lugarteniente de Fernando Manuel de Villena, aunque Díaz Martín subrayó el hecho de que todos estos sucesos están dentro del periodo en el que Juan Alfonso de Alburqueque había caído en desgracia ante Pedro I y se había visto obligado a dejar a su hijo, Martín Gil, como rehén en manos del monarca,[97] y en septiembre de 1354, Juan Alfonso de Alburquerque murió en Medina del Campo y con sospechas de haber sido envenenado.[i] Además, a finales de 1353 y en 1357 figura como adelantado Juan Fernández de Valladolid,[j] y Martín Gil de Alburquerque dejó de aparecer en la documentación con el título de adelantado mayor de Murcia en 1360 y en 1365 murió en Sevilla con sospechas de haber sido envenenado por orden del rey Pedro I.[98]
- (1360-1365) Gutierre Gómez de Toledo. A lo largo de su vida llegó a ser maestre de la Orden de Alcántara,[99] prior de la Orden de San Juan en el reino de Castilla,[100] adelantado mayor del reino de Murcia,[101] mayordomo mayor del infante Fernando, señor de Haro e hijo de Pedro I,[102] comendador de Montalbán en la Orden de Santiago, señor de las villas de Móstoles y Malpica[103] y oficial de la escudilla del rey Pedro I,[101] de quien fue uno de sus más íntimos colaboradores[104] junto con sus hermanos Diego Gómez de Toledo, que fue alcalde mayor y notario mayor del reino de Toledo[105] y guarda mayor del rey,[106] y Suero Gómez de Toledo,[105] que llegó a ser arzobispo de Santiago de Compostela y capellán mayor del rey[107] y murió asesinado por orden de Pedro I en 1366.[108][109] Además, hay constancia de que en mayo de 1364 la lugartenencia del adelantamiento mayor de Murcia estuvo en manos de Pedro Fernández el Niño, que también era en esos momentos alcaide de la ciudad de Alicante. Y aunque algunos autores señalan erróneamente que Gutierre Gómez de Toledo falleció en 1363[101] o 1364,[103] Luis Vicente Díaz Martín demostró que falleció a principios de 1365 en una batalla librada en Alcublas contra los aragoneses,[110] lo que coincide con lo expuesto por Ayala Martínez, que señaló que este noble ocupó el maestrazgo de la Orden de Alcántara hasta 1365,[99] y por otros autores, que también aseguran que murió en 1365.[111]Emblemas de las Órdenes militares españolas.

Emblemas de las Órdenes militares españolas.

- (1365-1369) Martín López de Córdoba. Se desconoce de quién era hijo, pero según algunos autores era bisnieto del caballero Martín Muñoz, que tomó parte en la conquista de Córdoba por los castellanos en 1236, durante el reinado de Fernando III de Castilla.[112] Y además, Martín López fue maestre de las Órdenes de Alcántara y Calatrava,[113] mayordomo mayor del rey Pedro I y de su hijo, el infante Sancho,[114] adelantado mayor del reino de Murcia[115] señor de Monturque y de Villafranca de Córdoba, entre otras villas,[112] alguacil mayor de Sevilla[114] y camarero y repostero mayor del rey.[116] Además, fue nombrado adelantado mayor de Murcia en abril de 1365 para reemplazar al anterior adelantado, que había fallecido recientemente, y una de sus primeras disposiciones fue poner la lugartenencia del adelantamiento en poder de Pero Malfeyto, comendador mayor de la Orden de Alcántara, y la otra nombrar merino mayor de Murcia a Andrés de Formentera poco después,[117][118] y el día 18 de abril de 1367, poco después del triunfo rotundo de Pedro I en la batalla de Nájera, este confirmó a Martín López en el cargo de adelantado mayor de Murcia,[119][120] permitió que Fernán Pérez Calvillo fuera su nuevo lugarteniente en el adelantamiento, y recompensó a Martín López de Córdoba con los cargos de camarero mayor y mayordomo mayor del rey.[121] Y por otra parte conviene señalar que Fernán Pérez Calvillo era hijo de Hernán Calvillo, señor de Cotillas, y de Teresa García, y llegó a ser señor de Cotillas, guarda mayor del rey y alcalde de las sacas del reino de Murcia,[106] aunque en 1368 él mismo ya tenía como lugarteniente a Alfonso Yáñez Fajardo, que llegaría a ser en 1383 adelantado mayor de Murcia y en esos momentos era caballero de la Orden de Santiago y alcaide del castillo de Pliego.[122] Pero tras la muerte del rey Pedro I de Castilla, que fue asesinado por Enrique de Trastámara después de la batalla de Montiel, Martín López se refugió en Carmona, para proteger a algunos de los hijos del monarca asesinado y su «tesoro personal», que se hallaban allí, y en 1371 Carmona capituló y Martín López de Córdoba fue ajusticiado públicamente en Sevilla por orden de Enrique II.[123][124]

### Reinado de Enrique II de Castilla (1369-1379)

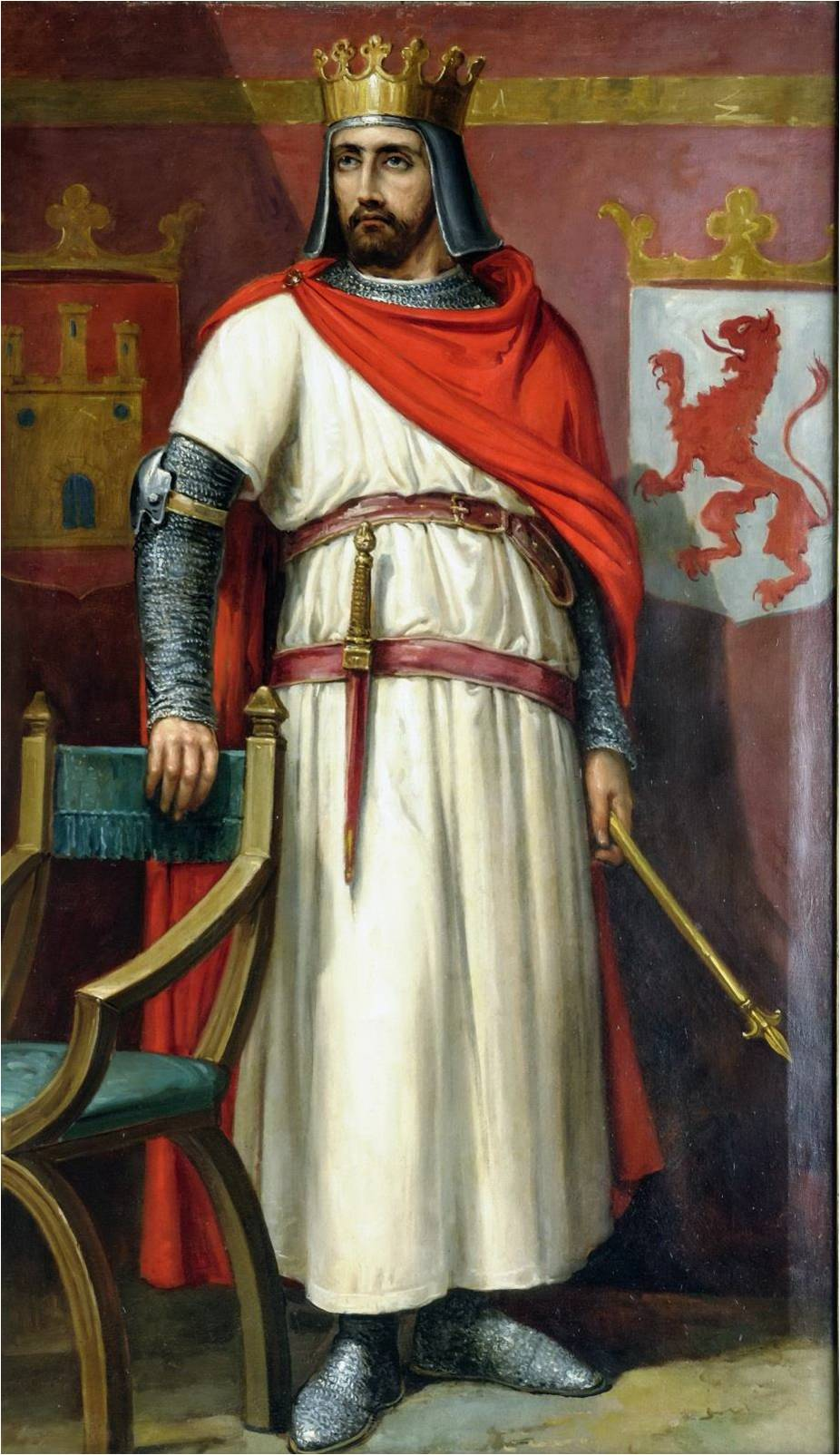
Retrato imaginario de Enrique II de Castilla. José María Rodríguez de Losada. (Ayuntamiento de León).

- (1369) Juan Sánchez de Ayala. Era hijo ilegítimo del adelantado Pedro López de Ayala y de Inés de Azagra,[125] y tras la muerte de Pedro I ocupó brevemente el cargo de adelantado mayor del reino de Murcia, apresó a Pascual Pedriñán, tesorero del monarca asesinado,[126] y consiguió que el reino de Murcia aceptara como rey a Enrique II.[127] Y aunque se desconoce su fecha de defunción, sí hay pruebas de que debió morir en algún momento comprendido entre 1369, cuando ejercía este cargo, y 1375, cuando ya hay constancia de que había fallecido.[126]
- (1369) Fernán Pérez de Ayala. Nació en Toledo en 1305,[128] y era hermanastro del anterior e hijo de Pedro López de Ayala y de Sancha Fernández Barroso,[129][130] y llegó a ser señor de Ayala, Llodio, Arrastaria, Urcabustaiz y Cuartango, merino mayor de Guipúzcoa en el reinado de Pedro I y de Castilla en el de Enrique II,[131] merino mayor de Asturias[132] y miembro de la Cofradía de Arriaga. Sin embargo, ocupó el adelantamiento mayor de Murcia durante muy poco tiempo y posiblemente por la oposición de la reina Juana Manuel de Villena, esposa de Enrique II e hija del célebre Don Juan Manuel, y a pesar de los servicios que los Ayala habían prestado a Enrique II.[132] Y ello supuso, como señaló Juan Torres Fontes, el alejamiento de su familia de la «esfera del poder» en Murcia, aunque los descendientes de los hermanastros de Fernán Pérez sí permanecieron en ese reino.[133]
- (1369-1379) Juan Sánchez Manuel, conde de Carrión. Era hijo de Sancho Manuel de Castilla, bisnieto del rey Fernando III, y primo carnal de la reina Juana Manuel de Villena,[134] Fue nombrado conde de Carrión por su apoyo a Enrique de Trastámara durante la Guerra Civil Castellana y por su parentesco con la reina Juana Manuel. Salvador de Moxó destacó que este fue uno de los primeros títulos condales que se crearon en la Corona de Castilla y que «en principio estaban reservados a miembros de regio linaje».[135] En 1369, e inmediatamente después del asesinato de Pedro I, su hermanastro Enrique II envió al reino de Murcia al conde de Carrión con plenos poderes para que hiciera frente al rey Pedro IV de Aragón, a quien Enrique II había prometido durante la Guerra Civil ese reino a cambio de su apoyo,[136] para que concediera los «privilegios y mercedes» que estimase oportuno, y especialmente para que se ocupara de que allí se le reconociera como rey.[137] Pero Murcia permanecía fiel al rey muerto por lo que durante los dos meses siguientes se niega a recibir al enviado del rey.  Conocidas las intenciones de Enrique II de atacar la ciudad, esta claudica y termina por recibir a Juan Sánchez Manuel. El rey envía una carta al concejo, fechada el 28 de mayo, felicitándose por la nueva postura de la ciudad. La mayoría de los concejos murcianos acogieron favorablemente al enviado del rey, aunque otros, como el de Mula, tardaron algún tiempo en reconocer su autoridad,[136] pero Torres Fontes señaló que el conde de Carrión fracasó en su cometido por no haberse atrevido a entrar en el reino debido a las «hostiles perspectivas que allí se le ofrecían», aunque también destacó que gracias a la ayuda de su prima, la reina Juana Manuel, consiguió ser nombrado el día 11 de junio de 1369 adelantado mayor de Murcia,[138] cargo que estaba muy vinculado a su familia,[139] y siendo notificado el nombramiento al concejo de la capital del reino el día 29 de ese mismo mes.[138] Sin embargo, está documentado que ya en 1370 Alfonso Yáñez Fajardo ocupaba la lugartenencia del adelantamiento en nombre del conde de Carrión,[140] y de que en 1374, y durante la guerra con el reino de Aragón, este último y Fajardo invadieron el reino de Valencia, donde causaron bastantes estragos, y se apoderaron del castillo de Crevillente.[141]

### Reinado de Juan I de Castilla (1379-1390)

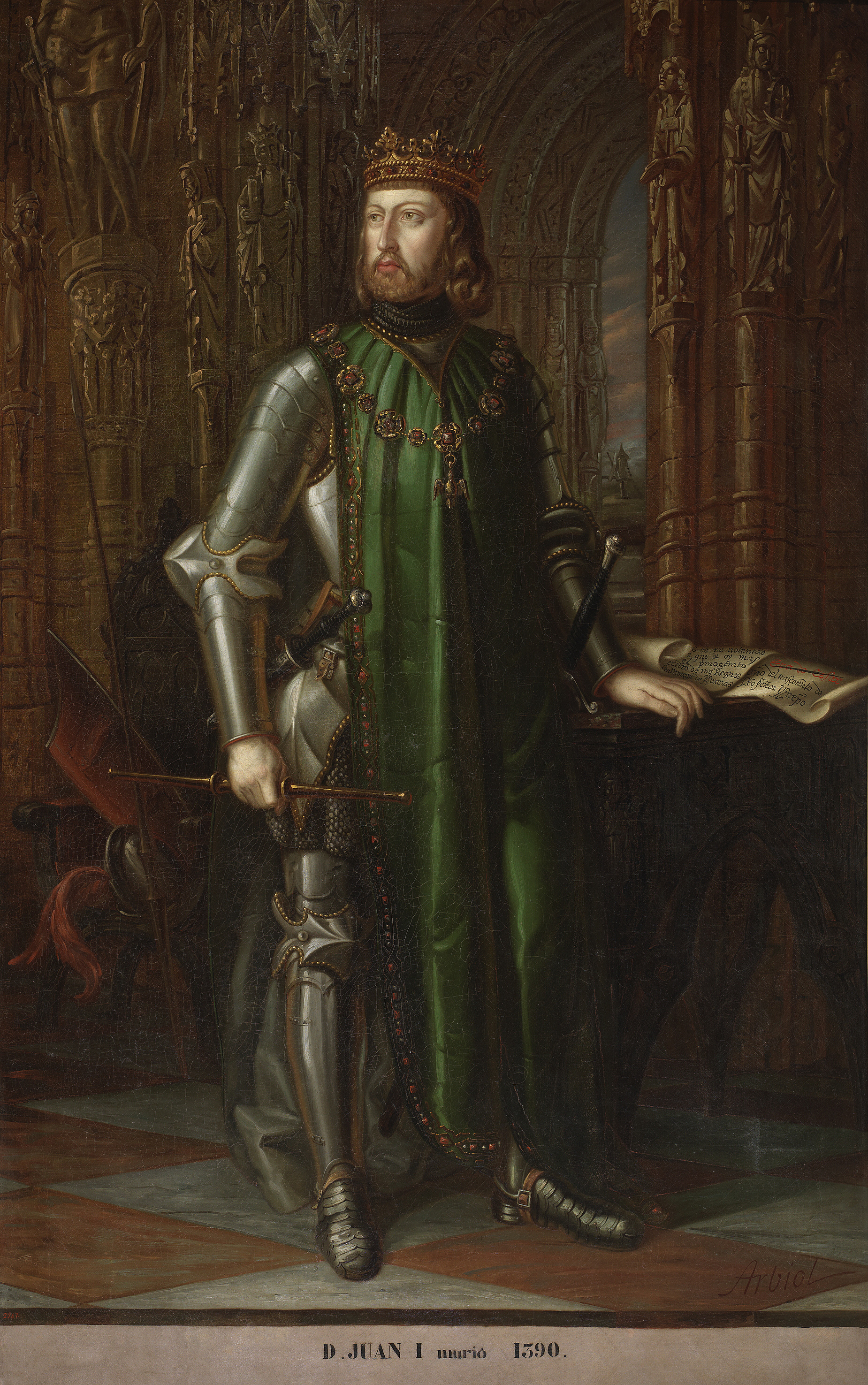
Retrato imaginario de Juan I de Castilla. Vicente Arbiol. 1848. (Congreso de los Diputados de España).

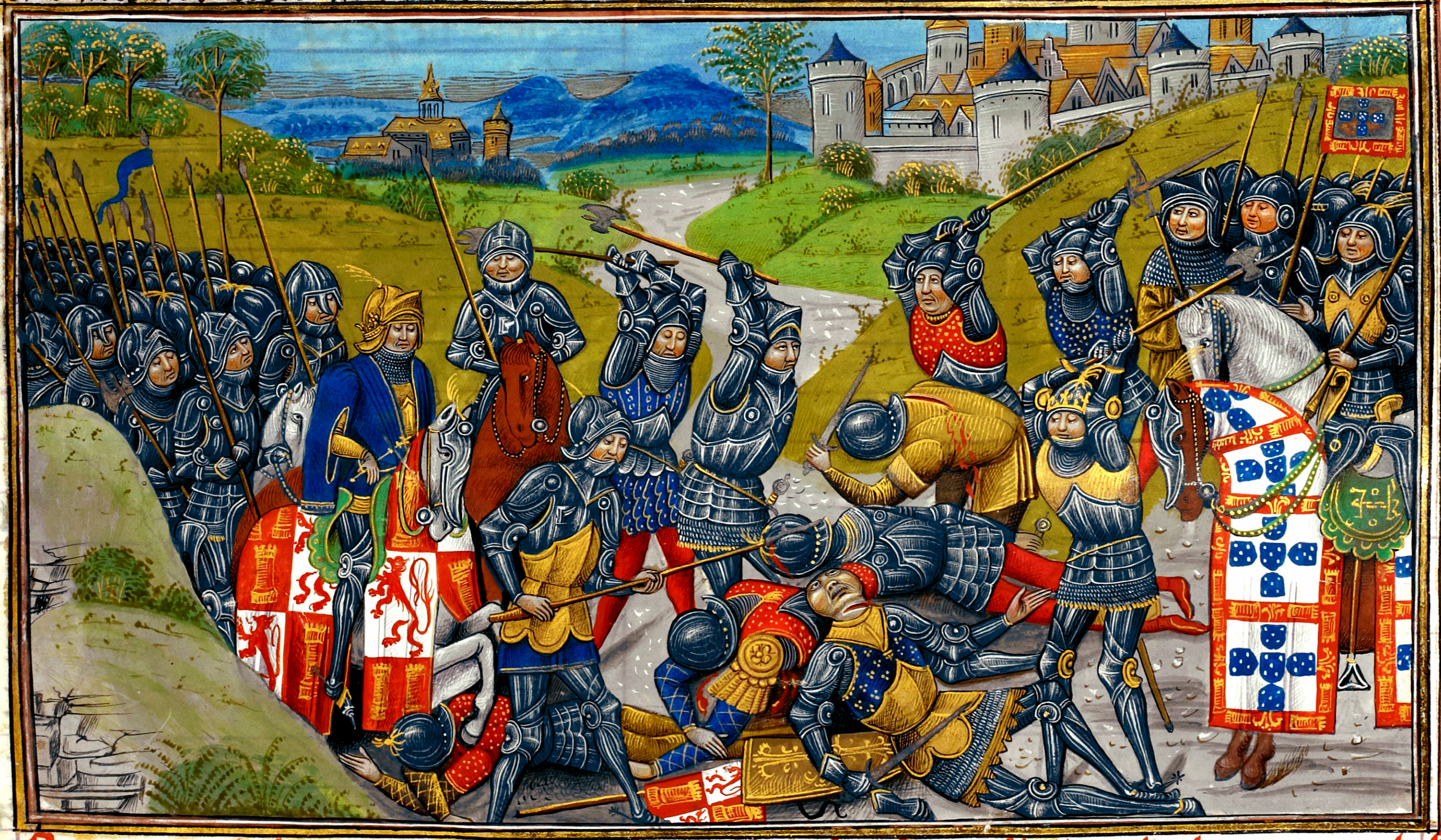
Miniatura medieval que representa la batalla de Aljubarrota, librada en 1385.

- (1379-1383) Juan Sánchez Manuel, conde de Carrión. Al comenzar el reinado de Juan I de Castilla, este magnate fue confirmado en el cargo por las presiones que ejerció la reina Juana Manuel sobre su hijo, y continuó ejerciéndolo nominalmente y percibiendo 20.000 maravedís anuales de renta por ello,[142] aunque el cargo fue desempeñado por Alfonso Yáñez Fajardo, La potestad del conde de Carrión en los asuntos murcianos fue «prudentemente» derogada por el rey, como señaló Torres Fontes, siendo repuesto en su cargo en 1379,[143] aunque otros aseguran que desde 1378.[144] Fajardo fue el lugarteniente del adelantamiento murciano en su nombre.[143] Además, el conde continuó cometiendo abusos injustificados en su jurisdicción.[145] Los enfrentamientos entre sus partidarios y los de su lugarteniente Fajardo aumentaron,[142] y en septiembre de 1379 este intentó presionar al monarca, con el apoyo de buena parte de la ciudad de Murcia, para conseguir ser nombrado adelantado mayor, aunque el rey no destituyó al conde y le permitió conservar el título de adelantado y las rentas derivadas del mismo.[146] La raíz del problema radicaba en que los regidores del concejo de Murcia deseaban conservar sus «libertades» frente al propósito del conde de Carrión de hacerse con el poder absoluto en la región.[147] Y en 1381, cuando estalló la guerra entre Juan I de Castilla y Fernando I de Portugal, el conde recibió la orden de aprestar para la defensa los castillos y fortalezas del reino de Murcia y su capital, aunque él no la remitió a su lugarteniente, sino a la propia ciudad, y el día 12 de marzo informó a los murcianos de que llegaría allí antes de la festividad de la Pascua. Y aunque algunos manifestaron que se le debía obedecer, en la ciudad se impuso la opción de que debían impedir que el conde entrase allí «por todos los medios», y en la Corte castellana el rey se mostraba dubitativo, ya que en algunas ocasiones ratificaba el nombramiento de su pariente Juan Sánchez Manuel como adelantado, y en otras disponía que ni siquiera debería aproximarse al reino de Murcia, y al mismo tiempo los representantes de este último insistían en manifestar ante el soberano que no era necesario que el conde acudiera a su tierra, ya que el reino estaba convenientemente aprestado para la guerra y la defensa.[147] Además, la reina Juana Manuel, que era la principal protectora del conde de Carrión,[148] falleció en Salamanca el día 27 de marzo de 1381,[149] y a finales de agosto de ese mismo año el rey confirmó a Alfonso Yáñez Fajardo en su puesto de lugarteniente del adelantamiento, aunque cuando este llegó a la ciudad el día 31 de agosto, y la población creyó por error que se acercaba el conde de Carrión, se produjo un motín que permitió a Fajardo manifestar la enorme animadversión que allí existía contra Juan Sánchez Manuel.[148] El día 8 de febrero de 1382 Fajardo compareció ante los miembros del concejo de Murcia y afirmó que el conde había preparado una emboscada para asesinarle en el castillo de las Peñas de San Pedro, y aunque según Luis Suárez Fernández esa historia era falsa, el lugarteniente consiguió que las ciudades de Lorca y Cartagena se rebelaran contra el conde y que dos procuradores de la ciudad de Murcia fueran enviados a la Corte para conseguir que el conde fuera desposeído del título de adelantado mayor.[150]Miniatura medieval que representa la batalla de Aljubarrota, librada en 1385. Sin embargo, el conde afirmó que todo ello era falso, ordenó que fueran apresados los que habían cometido el intento de asesinato y destituyó a Fajardo de su puesto de lugarteniente, aunque ello apenas produjo resultados, ya que los regidores murcianos insistieron en su postura de que no permitirían la entrada en la ciudad del conde, y comunicaron al rey que no iban a permitir que continuara cometiendo desafueros y abusos, y poco después el conde y su lugarteniente perdieron sus cargos y el día 19 de mayo de 1382 el monarca nombró a Martín Alfonso de Valdivielso, que era comendador de Ricote en la Orden de Santiago y un «hombre anciano»,[151] lugarteniente del adelantamiento mayor de Murcia en nombre de Juan Sánchez Manuel, aunque al poco tiempo el nuevo lugarteniente solicitó al monarca y a la ciudad de Murcia que le permitieran poner en manos de su hijo, que era joven e inexperto, la subtenencia del adelantamiento, pero los regidores se negaron y el monarca le indicó a Valdivielso que debería desempeñar el cargo por sí mismo, o en caso contrario sería reemplazado, y Francisco Cascales señaló que Martín falleció poco después,[152] en 1383,[153] y también hay constancia de que el conde de Carrión, Juan Sánchez Manuel, siguió ostentando el título de adelantado mayor de Murcia hasta 1383.[144][143]
- (1383-1390) Alfonso Yáñez Fajardo. Tal vez fuera hijo de un individuo llamado Juan Fajardo o Juan Pérez Fajardo, y cabe la posibilidad de que algunos de sus antepasados estuvieran vinculados a la Orden de Santiago, aunque según Torres Fontes no había certeza sobre ello,[154] pero José Bernal señaló que fue hijo de Pedro López Fajardo, caballero de la Orden de Santiago y alcaide del castillo de Pliego al igual que el propio Alfonso Yáñez Fajardo,[155] con quien comenzó en el reino de Murcia la hegemonía de la familia Fajardo, que se mantendría indiscutiblemente desde finales del siglo XIV y durante toda la centuria siguiente.[156] Además, fue señor de Alhama, Librilla y Puebla de Mula, en 1378 fue nombrado alcalde mayor entre moros y cristianos de la frontera del reino de Granada, en 1382 combatió junto al rey Juan I de Castilla en la guerra contra los portugueses,[144] y el día 7 de noviembre de 1383 fue nombrado adelantado mayor del reino de Murcia, aunque la lugartenencia del cargo quedó en manos de Pedro Gómez Dávalos, que posiblemente era pariente político de Yáñez Fajardo, según Torres Fontes.[157]Retrato imaginario de Enrique III de Castilla. José María Rodríguez de Losada. (Ayuntamiento de León).

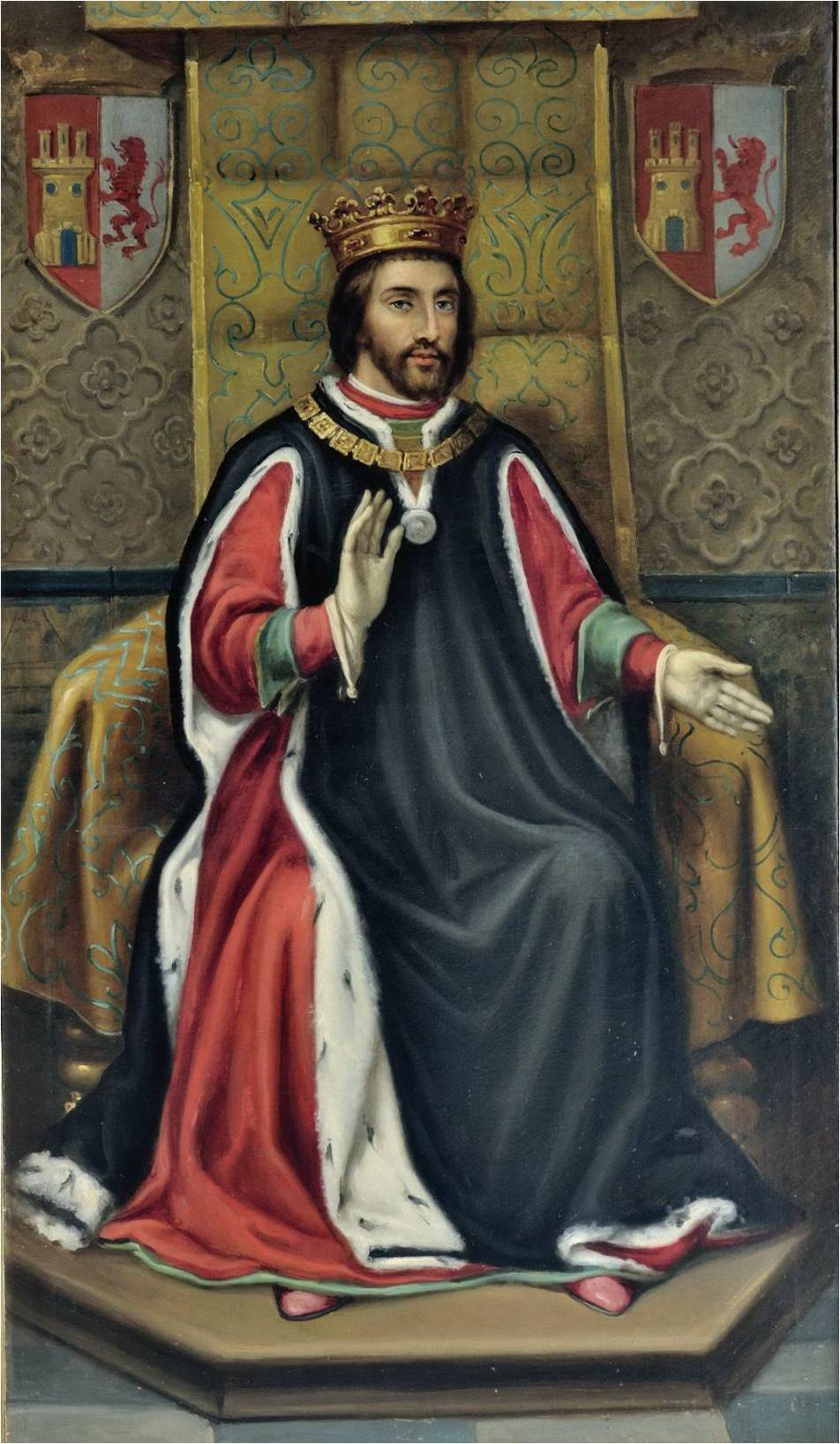
Retrato imaginario de Enrique III de Castilla. José María Rodríguez de Losada. (Ayuntamiento de León).

### Reinado de Enrique III de Castilla (1390-1406)
- (1390-1395) Alfonso Yáñez Fajardo. Ya en el reinado de Enrique III de Castilla, los Fajardo habían conseguido suplantar, como señaló Salvador de Moxó, a los miembros de la familia Manuel en el reino de Murcia. Y a pesar de que esta última descendía directamente de la Casa Real de Castilla, acabó siendo completamente derrotada por aquella, y ello constituye, en opinión de dicho historiador, un ejemplo más de cómo la «nobleza nueva trastamarista» ocupó los más altos puestos de la administración y acabó desbancando a la «nobleza vieja».[139] Además, durante este periodo se produjeron en Murcia graves enfrentamientos entre los partidarios de los Fajardo y los Manuel, descendientes del ya fallecido conde de Carrión,[158] que en 1391 recuperaron temporalmente su influencia y consiguieron expulsar de la propia ciudad de Murcia a Alfonso Yáñez Fajardo y a sus partidarios.[159] Y aunque algunos autores afirman erróneamente que este último falleció en 1396[144] o 1397,[160] José Bernal Peña demostró que murió en diciembre de 1395 por existir pruebas de que el día 2 de enero de 1396 ya había fallecido.[161]
- (1396-1406) Ruy López Dávalos, conde de Ribadeo. Fue uno de los nobles más destacados de Castilla durante los reinados de Enrique III y Juan II, y llegó a ser condestable de Castilla y camarero mayor de la Cámara de los Paños, cargos en los que sería reemplazado por el célebre Álvaro de Luna, valido de Juan II y maestre de la Orden de Santiago,[162] y era hijo de Diego López Dávalos, alcaide del alcázar de Úbeda, y de una dama del linaje de Piédrola. Y además fue señor de Arjona, Arenas, Labrada, La Higuera y otras muchas villas,[163] y fue nombrado adelantado mayor de Murcia el día 5 de octubre de 1396, habiendo constancia de que el día 16 de ese mismo mes ya había tomado posesión de su cargo y de que poco después dejó en manos de su hermano, Lope Pérez Dávalos, la lugartenencia del adelantamiento, aunque la ciudad de Murcia se rebeló e impidió la entrada del lugarteniente, pero en 1399 Ruy López Dávalos resolvió la situación y se hizo nuevamente con el control absoluto del reino de Murcia,[164] y en 1403 Juan Sánchez de Ayala fue nombrado lugarteniente del adelantamiento en nombre suyo.[165]

### Reinado de Juan II de Castilla (1406-1454)

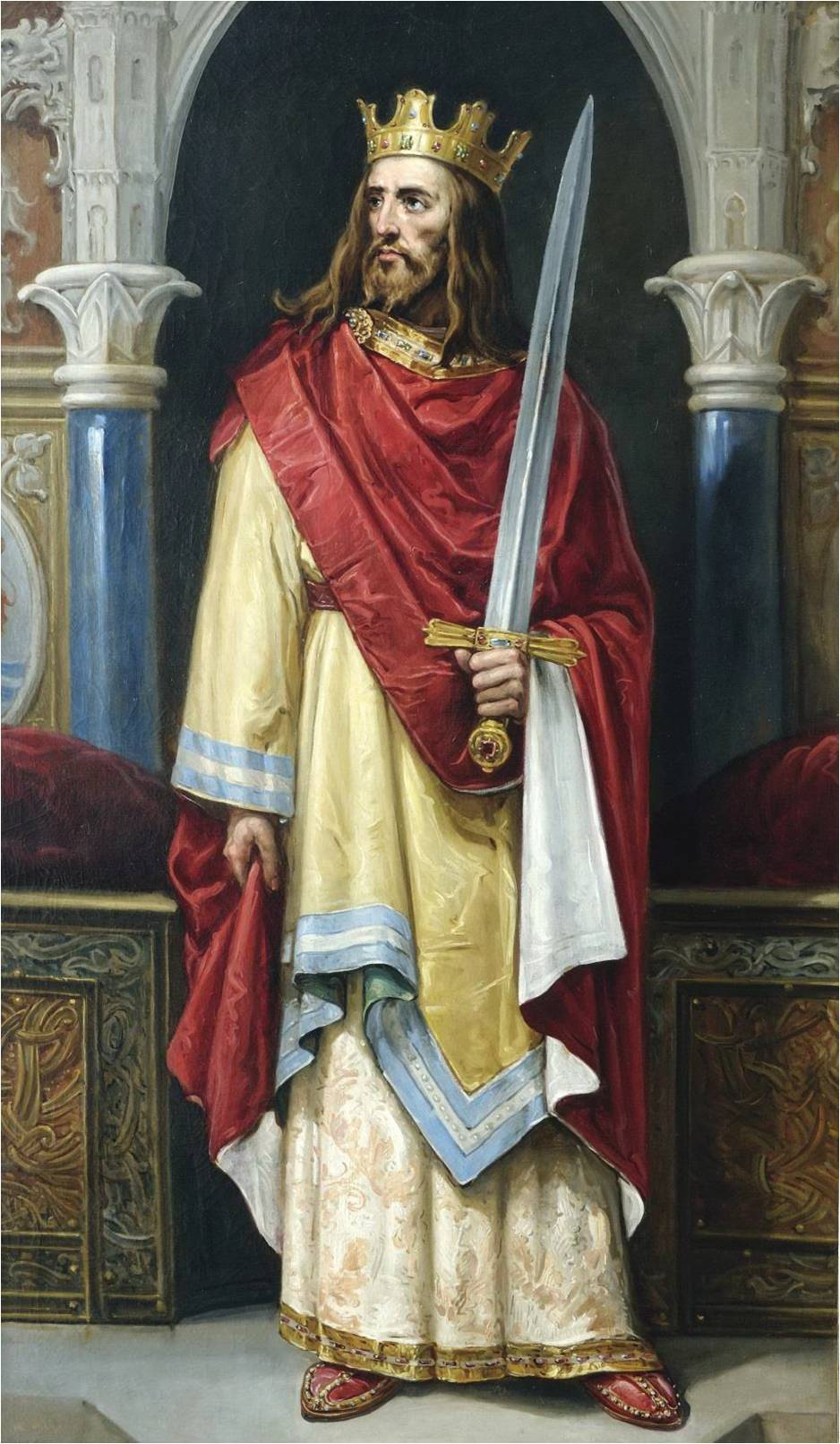
Retrato imaginario de Juan II de Castilla. José María Rodríguez de Losada. (Ayuntamiento de León).

- (1406-1423) Ruy López Dávalos. En 1422, cuando aún era condestable de Castilla, cayó en desgracia ante el rey Juan II de Castilla por causa de la enemistad que sentía hacia él Álvaro de Luna, se vio obligado a refugiarse en el reino de Aragón y fue desposeído de todos sus bienes y títulos, incluyendo el adelantamiento mayor de Murcia.[166] Y murió en Valencia en 1428 cuando ya había alcanzado los 70 años de edad, aunque Torres Fontes señaló que falleció en Teruel,[167] pero conviene señalar que Luis Suárez Fernández afirmó que intervino activamente en los asuntos del reino de Murcia «por lo menos» hasta 1423.[168]
- (1424-1444) Alfonso Yáñez Fajardo. Era hijo de Alfonso Yáñez Fajardo y de Teresa Rodríguez de Avilés,[169] y cuando murió su hermanastro, Pedro López Fajardo, asumió la jefatura de su familia.[170] Además, fue señor de Molina Seca y Mula, alguacil mayor de Murcia y capitán mayor de la frontera de la guerra de los moros,[171] y en 1424 fue nombrado por el rey adelantado mayor de Murcia, existiendo pruebas de que en octubre de ese mismo año su sobrino Pedro de Soto, que tal vez fuera hijo de su hermana Beatriz y de Juan Martínez de Soto, comendador de Caravaca en la Orden de Santiago, era su lugarteniente en el adelantamiento.[172]
- (1444-1454) Pedro Fajardo Quesada. Era hijo del anterior y de su segunda esposa, María de Quesada,[173] acumuló un inmenso poder en el reino de Murcia, y por concesión del rey Enrique IV de Castilla y a fin conseguir su apoyo fue nombrado conde de Cartagena y señor de Mula. Y en abril de 1477, los Reyes Católicos se vieron obligados a confirmar la donación de Cartagena a Pedro Fajardo, aunque sin incluir el título de conde y con la secreta esperanza de que la ciudad volviera en el futuro al realengo, como señaló Alfonso Franco Silva.[174]

### Reinado de Enrique IV de Castilla (1454-1474)
- (1454-1474) Pedro Fajardo Quesada.

### Reinado de Isabel I de Castilla (1474-1506)
- (1474-1482) Pedro Fajardo Quesada. En 1477 se acordó que Luisa Fajardo, que era su hija mayor y heredera de sus bienes y del adelantamiento mayor de Murcia, contraería matrimonio con un fiel servidor de los Reyes Católicos que no pertenecía a la alta nobleza, Juan Chacón, que era hijo de Gonzalo Chacón y de Clara de Alvarnáez,[175][k] ya que los monarcas no deseaban incrementar aún más la hegemonía absoluta que ya tenían los Fajardo en el reino de Murcia.[176] Además, Pedro Fajardo falleció en 1482, y su hija Luisa Fajardo heredó sus posesiones y el adelantamiento mayor de Murcia, que pasó a ser ejercido por su esposo y más tarde por sus herederos.[177]